# Euphrasia scutellarioides
Euphrasia scutellarioides là loài thực vật có hoa thuộc họ Cỏ chổi. Loài này được Wernham mô tả khoa học đầu tiên năm 1916.